# Pachypalpella
Pachypalpella là một chi bướm đêm trong họ Geometridae.